# António Palolo
António Palolo (Évora, 1946 — Lisboa, 29 de Janeiro de 2000) foi um artista plástico e pintor português.

## Biografia
Nascido em Évora em 5 de Julho de 1946, António Palolo é um autodidata cuja obra emerge precocemente, revelando desde logo uma maturidade invulgar. Expõe individualmente pela primeira vez em 1964, na Galeria 111, Lisboa (galeria à qual irá ficar ligado até ao início da década de 1980).
Nos anos imediatos a sua reputação consolida-se. O período entre 1972 e 1974 foi "de grande sucesso para a sua pintura; e foram anos em que a par de uma intensidade de trabalho, pôde viajar e conhecer grandes museus europeus". A retração do mercado após a revolução do 25 de Abril irá afetar a progressão da sua carreira.
Ao longo das décadas de 1970, 80 e 90, Palolo marca presença regular no panorama artístico português; envolve-se com uma multiplicidade de galerias e instituições (Galerias: Quadrum, Altamira, Valentim de Carvalho; Sociedade Nacional de Belas Artes, etc.), e apresenta o trabalho em mostras coletivas em Portugal e no estrangeiro.
Em 1995-96 realiza uma grande exposição antológica no Centro de Arte Moderna da Fundação Calouste Gulbenkian, apresentando obras representativas de todo o seu percurso artístico.

## Obra

Hórrido o silêncio do teu corpo, 1966, óleo sobre platex, 100 x 82 cm

Localizando-se num território ambíguo, entre figuração e abstracção, as suas obras iniciais "são composições desordenadas e caóticas" povoadas por uma multiplicidade de elementos, dos pequenos sinais às formas abstratizantes, "e onde se inscreve uma rigorosa definição geométrica".
Esse universo formal evolui rapidamente para um idioma marcadamente Pop, informado "por uma cultura onde abundava a banda desenhada, o folclore hippie, e a fantasiosa alegria das cenas primitivas". As suas colagens de pequeno formato aproximam-se do exemplo de Rauschenberg, e nelas vemos confluir elementos pictóricos abstratizantes, expressivos, juntamente com fragmentos "do universo popular, recortes de jornais, figuras impressas nos meios de comunicação de massas". Irão seguir-se "investidas psicadélicas […] cujos signos desintegram não só a unidade da imagem, mas também desarticulam as conexões com o real", e para onde confluem figuras, elementos abstratos e geométricos, alusões à paisagem, a objetos e fragmentos arquitetónicos, como acontece, por exemplo, em Hórrido o silêncio do teu corpo, 1966.
Nos primeiros anos da década de 1970 as alusões figurativas desaparecem (veja-se Sem título, 1973, coleção CAMJAP/FCG). Palolo assume uma opção de cariz geométrico onde "sobressaem estruturas, ângulos, quase simulações de objetos". "O sentido lúdico, a ironia extrema dos seus quadros prevalece e agudiza-se", numa arte "a que a mais absoluta simplicidade expressiva finalmente responde"; e em 1975-76 assiste-se a uma "radicalização das pesquisas que […] vinha elaborando em torno das sequências cromáticas", em trabalhos de grande depuração – constituídos, nos casos limite, por uma grelha regular de barras paralelas verticais de cor plana, opaca –, onde se aproxima dos princípios programáticos do minimalismo.

Sem título, 1973, acrílico sobre tela, 120 x 139 cm. Coleção CAMJAP/FCG

No final da década de 1970 desenvolve linhas de trabalho que dão conta de uma vocação experimental diversa. Expande a sua ação para novos territórios, novos meios de expressão: realiza as exposições/instalações Crater-Calice, Mente e Rear Vision na  Galeria Quadrum, Lisboa; dedica-se ao cinema experimental e à performance (que regista em vídeo).
No início da década de 1980 o seu trabalho muda de rumo. A essa alteração não serão alheias as novas direções da cena artística internacional, então dominada por um regresso à pintura figurativa de pendor expressionista. Em certa medida, Palolo aproxima-se da Transvanguarda italiana, mas a sua obra "deste período não é um decalque de tendências […] então em voga". Ao libertar-se do rigor geometrizante irá redescobrir a expressividade presente nas suas obras iniciais e pô-la ao serviço de novos objetivos.
A sua pintura é invadida por figuras ambíguas, por um mundo de "seres fantásticos, guerreiros de sonhos primordiais" que dialogam com formas abstratas e fundos por vezes tumultuosos: "Estes corpos desmaterializados, sem rosto nem espessura, são os elementos pictóricos de um trabalho sem sentido descritivo, e que se organiza para além do visível, em torno de um espaço cósmico feito de enigmas e decifrações".
Essa incursão figurativa prolonga-se "até ao início da segunda metade dos anos 80, altura em que o artista faz uma síntese dos aspetos essenciais da sua obra para se fixar numa linguagem e num programa que havia de durar até ao seu desaparecimento prematuro, em 2000". Ao rigor das abstrações mais despojadas da década de 1970 irão associar-se valores pictóricos aprendidos antes e depois dessa fase, numa síntese onde a subtil utilização de variações cromáticas, texturas e transparências, se submete a "uma refinada geometria".

## Algumas Exposições Individuais
- 1964, 1966, 1973 – Galeria 111, Lisboa.
- 1980 – Galeria CAPC, Coimbra.
- 1979, 1981 – Galeria Diferença, Lisboa.
- 1980, 1984, 1986 – Galeria Quadrum, Lisboa.
- 1983, 85, 87, 88 – Galeria Altamira.
- 1991 – Galeria Valentim de Carvalho, Lisboa.
- 1994 – Galeria Porta 33, Funchal.
- 1995 – António Palolo 1963 – 1995. Exposição retrospetiva, Centro de Arte Moderna José de Azeredo Perdigão, Fundação Calouste Gulbenkian, Lisboa.
- 2005 – Galeria 111, Lisboa.

## Algumas Exposições Coletivas
- 1967 - Novas Iconologias, Galeria Bucholz, Lisboa.
- 1968 - Exposição de Arte Portuguesa, Fundação Calouste Gulbenkian, Lisboa. Madrid, Paris, Bruxelas.
- 1971 – Five Artists at the Hudson River Museum, Nova Iorque.
- 1971 – Pintura Portuguesa de Hoje, Barcelona, Salamanca.
- 1975 – Abstração / Hoje, SNBA, Lisboa.
- 1976 – Arte Portuguesa Contemporanea, Roma, Paris.
- 1977 – Cultura Portuguesa em Madrid, Fundación Juan March, Madrid.
- 1977 – Alternativa Zero, Galeria Nacional de Arte Moderna, Lisboa.
- 1978 – Arte Fiera 78, Bolonha.
- 1979 – SACOM 2, Museo Vostell de Malpartida de Cáceres, Espanha.
- 1981 – 25 Artistas Portugueses, Museu de Arte Moderna de S. Paulo, Brasil.
- 1981 – Portuguese Video Art, Gallery of New Concepts, University of Iowa, EUA.
- 1983 – Depois do Modernismo, SNBA, Lisboa.
- 1984 – O Futuro é Já Hoje, Centro de Arte Moderna José de Azeredo Perdigão, Fundação Calouste Gulbenkian, Lisboa.
- 1994 – Fragmentos para um Museu Imaginário, Fundação de Serralves, Porto.
- 1994 – Coleção Manuel de Brito, Museu do Chiado, Lisboa

## Coleções e Museus
Está representado em inúmeras coleções públicas e privadas, entre as quais: Museu Coleção Berardo, Lisboa; Centro de Arte Moderna José de Azeredo Perdigão, Fundação Calouste Gulbenkian, Lisboa; Museu do Chiado, Lisboa; Museu Nacional de Soares dos Reis, Porto. Uma das mais significativas coleções da sua obra, incluindo o famoso "Jardim das Delícias" (1970), está reunida no Centro de Arte Manuel de Brito, no Palácio Anjos, em Algés.